# Narvsvärta
Narvsvärta är en typ av icke täckande färg som används för att färga läder och skinn.
Modern narvsvärta tillverkas i många andra färger utöver svart. Narvsvärta är avsett att användas på ofärgat läder, och eftersom färgen inte är täckande kan man inte färga över en mörk färg med en ljus.